# Liste der denkmalgeschützten Objekte in Koblach
Die Liste der denkmalgeschützten Objekte in Koblach enthält die 5 denkmalgeschützten, unbeweglichen Objekte der Gemeinde Koblach.

## Denkmäler
| Foto |                 | Denkmal | Standort                                 | Beschreibung | Metadaten |
| ---- | --------------- | --- | ---------------------------------------- | --- | --- |
| ja   | Datei hochladen | Schlösschen Birkach HERIS-ID: 33395 Objekt-ID: 30865                                                               | Birken 17 Standort KG: Koblach           | Der Ansitz Birkach am Südhang des Kummen wurde möglicherweise bereits 1579 durch die Feldkircher Stadtammannfamilie Pappus von Tratzberg erbaut. Der einfach Renaissanceansitz über fast quadratischem Grundriss erhielt im Westen später einen Anbau. Bemerkenswert sind die Reihen der durch steinerne oder hölzerne Mittelpfosten zweigeteilten Fenster. | BDA-Hist.: Q37952074 Status: Bescheid Stand der BDA-Liste: 2025-06-30 Name: Schlösschen Birkach GstNr.: 2164/1                                                       |
| ja   | Datei hochladen | Urgeschichtlicher Siedlungs- und Bestattungsplatz unter der Rheinbalme HERIS-ID: 113976 Objekt-ID: 132367seit 2021 | bei Rebengässele 15 Standort KG: Koblach | Unter der Rheinbalme wurden steinzeitliche Siedlungsreste und Bestattungen aus der Mitte des 8. Jahrtausends vor Christus dokumentiert. | BDA-Hist.: Q105682693 Status: Bescheid Stand der BDA-Liste: 2025-06-30 Name: Urgeschichtlicher Siedlungs- und Bestattungsplatz unter der Rheinbalme GstNr.: 307, 308 |
| ja   | Datei hochladen | Kapelle hl. Rochus HERIS-ID: 56376 Objekt-ID: 65744                                                                | Ladau 166 Standort KG: Koblach           | Die Kapelle hl. Rochus im Ortsteil Neuburg wurde nach einer Pestepidemie von 1630 bis 1632 erbaut. 1750 wurde die Kapelle erweitert. | BDA-Hist.: Q2160325 Status: § 2a Stand der BDA-Liste: 2025-06-30 Name: Kapelle hl. Rochus GstNr.: .81 Rochuskapelle (Neuburg)                                        |
| ja   | Datei hochladen | Burgruine Neuburg HERIS-ID: 56808 Objekt-ID: 66405                                                                 | Standort KG: Koblach                     | Die Burg wurde im Jahre 1152 erstmals urkundlich im welfischen Besitz genannt und wurde 1191 staufische Burg und stand im Jahre 1268 unter der Herrschaft des Geschlechtes Thumb von Neuburg. Burg und Herrschaft wurden im Jahre 1363 an Österreich verkauft und standen unter der Verwaltung von Vögten oder über Pfandvergabe unter Grafen (1405 Grafen von Montfort, 1589 Grafen von Hohenems, 1679 Grafen von Clary-Aldringen). Die Burg wurde im Jahre 1744 aus der Nutzung genommen und im Jahre 1769 abgebrochen. Ab 1956 wurden Erhaltungsarbeiten an der Burgruine durchgeführt. | BDA-Hist.: Q1015434 Status: § 2a Stand der BDA-Liste: 2025-06-30 Name: Burgruine Neuburg GstNr.: 1903 Burgruine Neuburg (Koblach)                                    |
| ja   | Datei hochladen | Kath. Pfarrkirche hl. Kilian HERIS-ID: 56262 Objekt-ID: 65427                                                      | Standort KG: Koblach                     | Die neubarocke Kirche wurde mit dem Pfarrer Johann Jakob Flatz wohl 1905 und der Nordturm von 1905 bis 1907 nach den Plänen des Architekten Albert Rimli erbaut. | BDA-Hist.: Q27635970 Status: § 2a Stand der BDA-Liste: 2025-06-30 Name: Kath. Pfarrkirche hl. Kilian GstNr.: .34 Pfarrkirche Hl. Kilian (Koblach)                    |